# Герб Красноярского края
Герб Красноярского края — официальный символ Красноярского края Российской Федерации, утверждён 12 февраля 1999 года.
Из-за несоответствий методическим рекомендациям Геральдического совета при Президенте РФ (в отношении венка, короны из орденских лент и золотой каймы столба) гербу Красноярского края отказано в государственной регистрации до внесения соответствующих изменений.

## Описание и обоснование символики
Геральдическое описание (блазон) гласит:
В червлёном поле поверх лазоревого, смещённого вправо и тонко окаймленного золотом столба, — золотой лев, держащий в правой передней лапе золотую лопату, а в левой — золотой серп. Щит увенчан пьедесталом с орденскими лентами, окружён золотыми дубовыми листьями и кедровыми ветками, соединёнными голубой лентой
Лев символизирует власть, отвагу, храбрость и великодушие, лопата и серп — символы плодородия и богатства недр, лазоревый столб символизирует реку Енисей, а кедровая ветвь — символ Сибири. Орденские ленты на пьедестале свидетельствуют о том, что Красноярский край был награждён дважды орденом Ленина — 23 октября 1956 года и 2 декабря 1970 года и орденом Октябрьской революции — 5 декабря 1984 года.
Автор герба — Валерий Григорьев.

## История

Герб Енисейской губернии, 1878 год

22 июля 1822 года была создана Енисейская губерния. В письме от 8 сентября 1822 года Управляющему МВД Иркутский и Енисейский генерал-губернатор предложил в качестве герба новоучрежденной губернии использовать уже существующий к тому времени герб Красноярска, центра губернии. На заседании Комитета министров 12 февраля 1824 года объявлено, что император утвердил герб. В марте 1824 года в Герольдии был выполнен цветной рисунок герба. Герб Красноярска в это время имел следующее описание: «В щите, разделённом горизонтально на двое, в верхней половине герб Томский, а в нижней в серебряном поле на земле с левой стороны означена красная гора».
23 ноября 1851 года был принят новый герб Красноярска. Чуть позже, 5 июля 1878 года, на основе нового городского герба был высочайше утверждён герб Енисейской губернии, на котором основан герб области: "В червлёном щите, золотой лев, с лазуревыми глазами и языком и чёрными когтями, держащий в правой лапе, золотую лопату, а в левой, таковой же серп. Щит увенчан Императорской короной и окружён золотыми дубовыми листьями, соединённых Андреевскою лентою".
7 декабря 1934 года был создан Красноярский край, в советское время герба не имевший. В марте 1996 года депутатами Законодательного Собрания Красноярского края была создана комиссия по проведению конкурса на лучший проект герба и флага края. На 2 тура конкурса было представлено 140 проектов герба и 137 проектов флага. Жители края могли высказать свое мнение по проектам, посетив выставку проектов в зале Дома Союза художников. В сентябре 1997 года Законодательное Собрание края одобрило проекты герба и флага и направило их на геральдическую экспертизу в Геральдический Совет при Президенте РФ. Герб Красноярского края был установлен вступившим в силу 28 марта 1999 года законом Красноярского края от 12 февраля 1999 года № 5-296 «О гербе Красноярского края», официально опубликованным в газете «Красноярский рабочий» от 27 марта 1999 года.
Из-за несоответствий методическим рекомендациям Геральдического совета при Президенте РФ (в отношении венка, короны из орденских лент и золотой каймы столба) гербу Красноярского края отказано в государственной регистрации до внесения соответствующих изменений.
В 2007 году был предложен проект нового герба края. Автор проекта герба — председатель Красноярского геральдического общества Владимир Дюков. В проекте герба без изменений сохранён щит из герба Енисейской губернии, к которому добавлены щитодержатели — золотой лев и единорог, щит увенчан золотой императорской короной, окружён синей лентой, символизирующей Енисей, и размещён на подножии, олицетворяющем территорию Красноярского края. В проект герба также включены ленты ордена Ленина и лента ордена Октябрьской революции.